# Протовилланова
Культура Протовилланова (итал. cultura protovillanoviana) — археологическая культура (термин предложил в 1937 году Дж. Патрони), распространившаяся в северной и частично центральной Италии в период с 1175 по 960 год до н. э., в позднем бронзовом веке.
Как можно судить по названию, Протовилланова является предком культуры Вилланова, а также ряда других родственных культур.

## Происхождение
Протовиллановская культура возникла в результате смешения некоторых черт предшествующей апеннинской культуры среднего бронзового века и влияний, происходящих из северо-восточного сектора Альп.

## Распространение
Апеннинский полуостров в местах распространения протовиллановской культуры представлял собой до определённой степени культурное (но не политическое) единство, от севера полуострова и до восточной Сицилии. Поселения и гробницы протовиллановского типа широко распространены по всему полуострову, в частности, в северо-центральной части: это, например, Фраттесина (it:Frattesina, Венеция), Бисмантова (it:Bismantova) и Рипа-Кальбана (it:Ripa Calbana, Эмилия-Романья), горный массив Тольфа (it:monti della Tolfa, Лаций), Дженга (Pianello di Genga и Анкона (Марке). Важными памятниками на юге являются Ортуккьо (it:Ortucchio, Абруццо), Тиммари (it:Timmari, Матера, Базиликата), Торре-Кастеллучча (it:Torre Castelluccia) и Каноза-ди-Пулья (Пулья), Тропея (Калабрия) и Милаццо (Сицилия).

## Материальная культура
Характерными для материальной культуры Протовиллановы были керамика с канавками, украшенная геометрическими узорами, и металлургические изделия — бронзовые «шпильки».

## Погребальный обряд
Культура Протовилланова имела много общих черт с культурой полей погребальных урн Центральной Европы (точнее, с её региональными группами дунайской долины, см. среднедунайская культура полей погребальных урн), в особенности в том, что касалось погребальных обрядов.
Умерших кремировали, а их прах помещали в керамические биконические урны, украшенные, как правило, геометрическими узорами. Декоративные мотивы на керамике наносились на глину перед обжигом. Только в южных регионах декорация также выполнялась в виде росписи, что демонстрировало более тесную стилистическую связь с греческим протогеометрическим стилем.

## Культ

### Вотивные предметы
Открытие нескольких кладов с бронзовыми предметами позволило предположить, что эти объекты были вотивными дарами богам или наборами для загробной жизни. Очень часто эти клады были закопаны близ рек или в целом в приводных территориях, что, возможно, свидетельствует о культе, связанном с божествами воды. Тем не менее, в некоторых случаях эти клады, возможно, были просто «складами» предметов с целью их накопления или переработки/переплавки.

### Солнечная ладья
На поздней стадии бронзового века появляется символизм (центральноевропейская традиция) «солнечной ладьи», связанный с солярным и астральным культом.

## Поселения
Протовиллановские поселения обычно воздвигались на возвышенностях, были хорошо защищены и нередко обнесены укреплениями. В некоторых поселениях жили небольшие общины (50-100 человек). В средне-тирренской Италии площадь поселения составляла обычно 40-50 тысяч м², а его население — 300—500 человек. Нередко встречались и более крупные поселения (500—1000 жителей), которые, вероятно, служили региональными центрами власти.

## Социально-экономическая характеристика
Экономика в конце бронзового века основывалась обычно на земледелии, скотоводстве, выпасе скота и металлургическом производстве.

### Торговля
В позднем бронзовом веке, когда существовала протовиллановская культура, на Итальянском полуострове активизировался торговый обмен с населением других цивилизаций, как по суше, так и по морю. Центрально-тирренская Италия, в свою очередь, была частью важного торгового цикла обмена с населением Эгеиды (Микенская культура, Кипр), южной Францией, Сардинией, Сицилией и др.

### Социальное расслоение
Открытие крупных зданий и гробниц, которые, особенно в некоторых областях (например, горный массив Тольфагоры) были сильно дифференцированы по степени сложности своего оформления и по богатству найденных внутри материалов, показывает, что в этих общинах уже имела место определённая социальная стратификация. Предполагается, что специализированные ремесленники играли в общинах особую роль. Это явление социального расслоения было особенно ярко выражено в регионах Южной Этрурии и Лация.

## Этническая принадлежность
Хотя нет никаких твёрдых доказательств, распространение культуры Протовилланова в Италии принято связывать с проникновением в Италию первых носителей италийских языков — италиков. Мария Гимбутас поддерживала гипотезу, согласно которой «прото-италики», происходившие от северо-альпийской (южногерманской) группы культуры полей погребальных урн, проникли в центральную и северную Италию, а среднедунайская группа той же культуры (венеты и иллирийцы) обосновались в Венетии, Апулии и на Сицилии. Она отметила сходство между керамикой указанных двух географических групп культуры полей погребальных урн и керамикой Протовиллановской культуры. Позднее Дэвид Энтони, аргументируя в поддержку гипотезы итало-кельтского родства, связал приход италиков с протовиллановской культурой, которая, в свою очередь, произошла от регионального варианта культуры полей погребальных урн Паннонской равнины.
Согласно другим предположениям, Протовилланова связана не со всеми италиками, а лишь с предками носителей оскско-умбрских языков. По мнению К. Кристиансена, Протовиллановскую культуру скорее следует связывать с группой Велатице-Байердорф, существовавшей в восточной Австрии и южной Моравии.

## Потомки
В более позднем железном веке происходит процесс регионализации: в центральной Италии появляются Виллановская цивилизация и культура Лация, в то время как в регионе Венето развивается Атестинская цивилизация. Наиболее очевидная связь между Протовилланово, Вилланово, культурой Лацио и цивилизацией Атестины — это ритуал сжигания мёртвых, который не подвергается особым церемониальным изменениям и будет практиковаться на протяжении веков как италийским населением, так и этрусками.